# Dick Taylor
Dick Taylor (ur. 28 stycznia 1943 w Dartford jako Richard Clifford Taylor) – brytyjski muzyk i producent muzyczny.
W latach 60. grał na gitarze basowej w zespole The Rolling Stones, jednak po jakimś czasie zrezygnował z gry, by kontynuować studia na Sidcup Art College. W 1963 założył zespół Pretty Things, w którym był gitarzystą. W 1969 wycofał się z grupy, jednak powrócił do niej w 1979 i grał do zakończenia jej działalności w 2018. W drugiej połowie lat 80. grał również w zespole The Mekons.